# Begraafplaats van Deerlijk
De Begraafplaats van Deerlijk is een gemeentelijke begraafplaats in de Belgische gemeente Deerlijk. De begraafplaats ligt aan de Hoogstraat, op 200 m ten noordoosten van het centrum (Sint-Columbakerk). De begraafplaats heeft een langwerpige vorm met aan de westelijke zijde een uitbreiding. Een centraal pad verdeelt de begraafplaats in twee en ze is omgeven door een haag. Een tweedelig hek sluit de begraafplaats af. 

## Britse oorlogsgraven
In het middengedeelte van de begraafplaats ligt een perk met vier Britse gesneuvelden uit de Tweede Wereldoorlog. Zij sneuvelden op 6, 7 en 8 september 1944 tijdens de gevechten bij de bevrijding van Deerlijk. Hun graven worden onderhouden door de Commonwealth War Graves Commission en zijn daar geregistreerd onder Deerlijk Communal Cemetery.